# Iglesia ortodoxa bielorrusa
La Iglesia Ortodoxa Bielorrusa (BOC; en bielorruso: Беларуская праваслаўная царква, en ruso: Белорусская православная церковь) es el nombre oficial del Exarcado Patriarcal de Bielorrusia (en bielorruso: Беларускі экзархат, en ruso: Белорусский экзархат) en la República de Bielorrusia. Hace parte de la Iglesia Ortodoxa Rusa y está conformada por varias eparquías (diócesis) y es la organización religiosa más grande del país, contando entre sus fieles, a la mayoría de los cristianos ortodoxos orientales.
El Metropolitano Benjamín (Vitaly Ivanovich Tupieko) se convirtió en el exarca patriarcal de la Iglesia ortodoxa bielorrusa en 2020. Siendo el primer exarca que es bielorruso de nacimiento.
El exarcado cuenta con un grado de autonomía mucho menor al de la Iglesia Ortodoxa Ucraniana, una iglesia con autogobierno y que además, cuenta con amplios derechos de autonomía. 
La Iglesia ortodoxa bielorrusa se opone firmemente a la Iglesia Ortodoxa Autocéfala Bielorrusa, una organización religiosa menor y en gran parte basada en la emigración.

## Estructura
Estructuralmente, la Iglesia ortodoxa bielorrusa consta de 15 eparquías (diócesis)
- Eparquía de Babruysk y Bykhau
- Eparquía de Barysaw
- Eparquía de Brest y Kobryn
- Eparquía de Hrodna y Vaukavysk
- Eparquía de Homel y Zhlobin
- Eparquía de Lida
- Eparquía de Minsk
- Eparquía de Mahiliou y Mstsislau
- Eparquía de Maladzyechna
- Eparquía de Navahrudak
- Eparquía de Pinsk y Luninets
- Eparquía de Polatsk y Hlybokaye
- Eparquía de Slutsk
- Eparquía de Turau y Mazyr
- Eparquía de Vitsebsk y Orsha

## Episcopologio
| N.º | Retrato | Exarca               | Nombre secular                   | Periodo de gobierno     | Periodo de gobierno     | Comentarios                                                                                 |
| N.º | Retrato | Exarca               | Nombre secular                   | Comienzo                | Final                   | Comentarios                                                                                 |
| --- | ------- | -------------------- | -------------------------------- | ----------------------- | ----------------------- | ------------------------------------------------------------------------------------------- |
| 1   |         | Filaret (Vakhromeev) | Kirill Varfolomeevich Vakhromeev | 16 de octubre de 1989   | 25 de diciembre de 2013 | Metropolitano de Minsk y Slutsk desde el 10 de octubre de 1978; Héroe de Bielorrusia (2006) |
| 2   |         | Pablo (Ponomarev)    | Gueorgui Vasilievich Ponomarev   | 25 de diciembre de 2013 | 25 de agosto de 2020    | Metropolitano de Krutitsy y Kolomna desde el 15 de abril de 2021                            |
| 3   |         | Benjamín (Tupeko)    | Vitaly Ivánovich Tupeko          | 25 de agosto de 2020    | Actual                  | Primer exarca bielorruso de nacimiento                                                      |